# Helena Bonguela Abel
Helena Bonguela Abel (Cachiungo, 3 de junho de 1957) é uma professora e política angolana. Filiada à União Nacional para a Independência Total de Angola (UNITA), é deputada de Angola pelo Círculo Eleitoral Nacional desde 28 de setembro de 2017.
Abel não concluiu o ensino superior, mas cursou até o terceiro ano de psicologia. Trabalhou como professora, tendo sido secretária nacional para a Dinamização da Liga da Mulher Angola, uma organização ligada à UNITA.